# Frente Polisario

Von der Polisario gehaltenes Gebiet

Die Frente Polisario (von spanisch Frente Popular para la Liberación de Saguía el Hamra y Río de Oro, arabisch الجبهة الشعبية لتحرير الساقية الحمراء ووادي الذهب, DMG al-Ǧabha aš-šaʿbiyya li-taḥrīr as-Sāqiya al-Ḥamrāʾ wa-Wādī ḏ-Ḏahab, deutsch Volksfront zur Befreiung von Saguía el Hamra und Río de Oro, kurz Polisario) ist eine militärische und politische Organisation in der Westsahara. Sie vertritt liberale bis demokratisch-sozialistische Positionen und ist Beobachter bei der Sozialistischen Internationale sowie Mitglied der Progressiven Allianz.
Aufgrund historischer Rivalitäten mit Marokko unterstützt Algerien die Bewegung militärisch.

## Geschichte

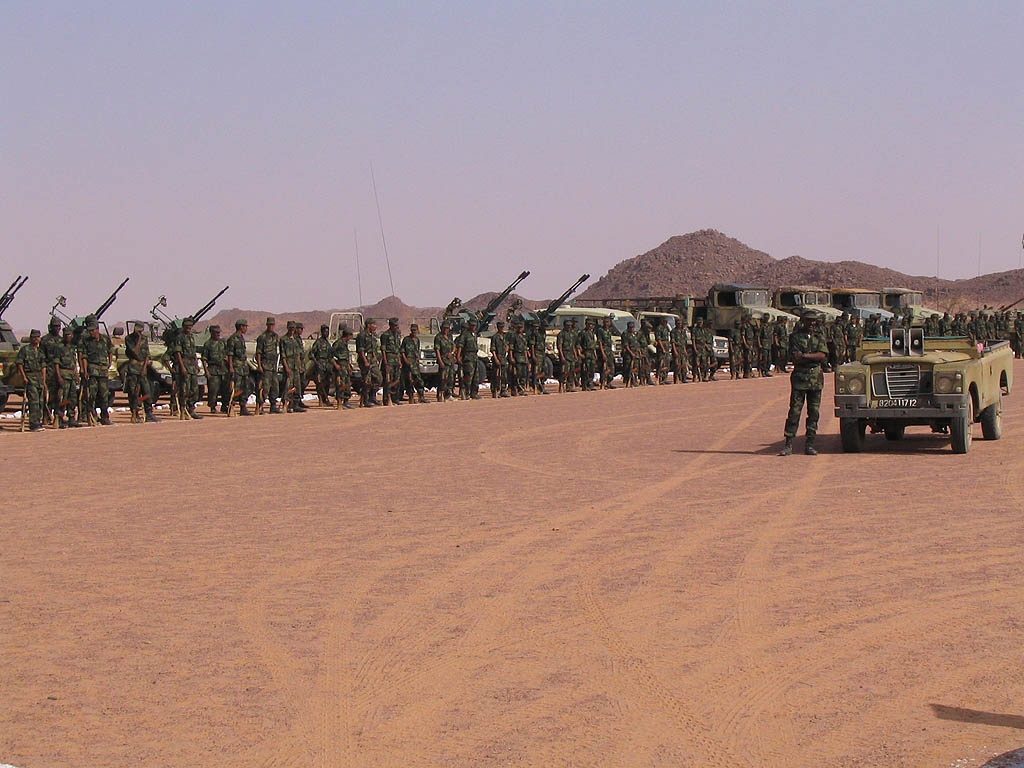
Truppen der Frente Polisario bei einer Parade anlässlich des 32. Jahrestages der Gründung ihrer Armee nahe Tifariti, 2005

### Historischer Kontext
Wie bei vielen heute noch schwelenden innerafrikanischen Konflikten geht auch die Ausgangslage der Befreiungsbewegung Frente Polisario auf die Kongokonferenz 1884 zurück. Bei der Konferenz wurden weite Teile Afrikas unter den damaligen europäischen Kolonialmächten aufgeteilt. Die heutige Westsahara kam in den Einflussbereich Spaniens als „Spanisch-Sahara“; in den 1970er Jahren veranlasste die UN den Rückzug Spaniens aus dem Gebiet und 1976, ein Jahr nach dem Tod von Diktator Francisco Franco, begann das europäische Land seine Stellungen in der Westsahara gänzlich zu räumen.

### Gründung
Noch zur Zeit der spanischen Besetzung gründete sich 1973 die Polisario (von Spanisch Frente Popular de Liberación de Saguía el-Hamra y Río de Oro, „Volksfront zur Befreiung von Saguía el-Hamra und Río de Oro“). Die beiden im Namen genannten Regionen der Sahara bilden zusammen die Westsahara. Ziel der Polisario ist die staatliche Unabhängigkeit der Region Westsahara. Maßgeblich an der Gründung waren al-Wali Mustafa Sayyid und Brahim Ghali beteiligt.
Gleichzeitig begann der als Westsaharakonflikt bekannte, bewaffnete Unabhängigkeitskampf gegen die bis 1975 bestehende Kolonie Spanisch-Sahara. Er wurde gegen Mauretanien und Marokko fortgesetzt, welche die West-Sahara nach dem spanischen Abzug besetzten. Algerien unterstützt die Frente Polisario.
Von 1976 bis 2016 war Mohamed Abdelaziz Generalsekretär der Polisario. Von 1982 bis 2016 war er auch Präsident der Demokratischen Arabischen Republik Sahara (DARS).
Auf Initiative der Polisario wurde 1979 die Frauenorganisation Unión Nacional de Mujeres Saharauis (UNMS) gegründet.
Nach einem Friedensvertrag mit Mauretanien 1979 ging die Auseinandersetzung mit Marokko noch bis zum Beginn des Waffenstillstandsabkommens 1991 weiter.

### Bis 2005
Am 24. Februar 1985 schossen Mitglieder der Polisario ein ziviles Forschungsflugzeug des deutschen Alfred-Wegener-Institutes vom Typ Dornier 228 (Luftfahrzeugkennzeichen D-IGVN) auf dem Rückweg aus der Antarktis ab. Beim Abschuss der POLAR 3 wurden der Pilot Herbert Hampel, der Copilot Richard Möbius und der Mechaniker Josef Schmid getötet.
Am 8. Dezember 1988 wurde durch die Polisario erneut ein ziviles Flugzeug über der Westsahara abgeschossen. Die Douglas DC-7CF der US-amerikanischen T & G Aviation (N284), betrieben für die United States Agency for International Development (USAID), befand sich gemeinsam mit einer weiteren DC-7 (N90804) auf einem Überführungsflug aus dem Senegal nach Marokko, um dort im Auftrag des Welternährungsprogramms der Vereinten Nationen für die Bekämpfung der Heuschreckenplage eingesetzt zu werden, welche eine Hungersnot auszulösen drohte. Beide Flugzeuge waren mit einem zivilen Flugplan auf der Luftstraße Red 975 in einer Höhe 11.000 Fuß (rund 3.350 Meter) unterwegs, als sie von Flugabwehrraketen des sowjetischen Typs 9K32 Strela-2 (SA-7) getroffen wurden. Während die N90804 schwer beschädigt auf dem marokkanischen Flughafen Sidi Ifni notlanden konnte, wurde die N284 abgeschossen. Dadurch wurden alle 5 Besatzungsmitglieder getötet.

### Ab 2005

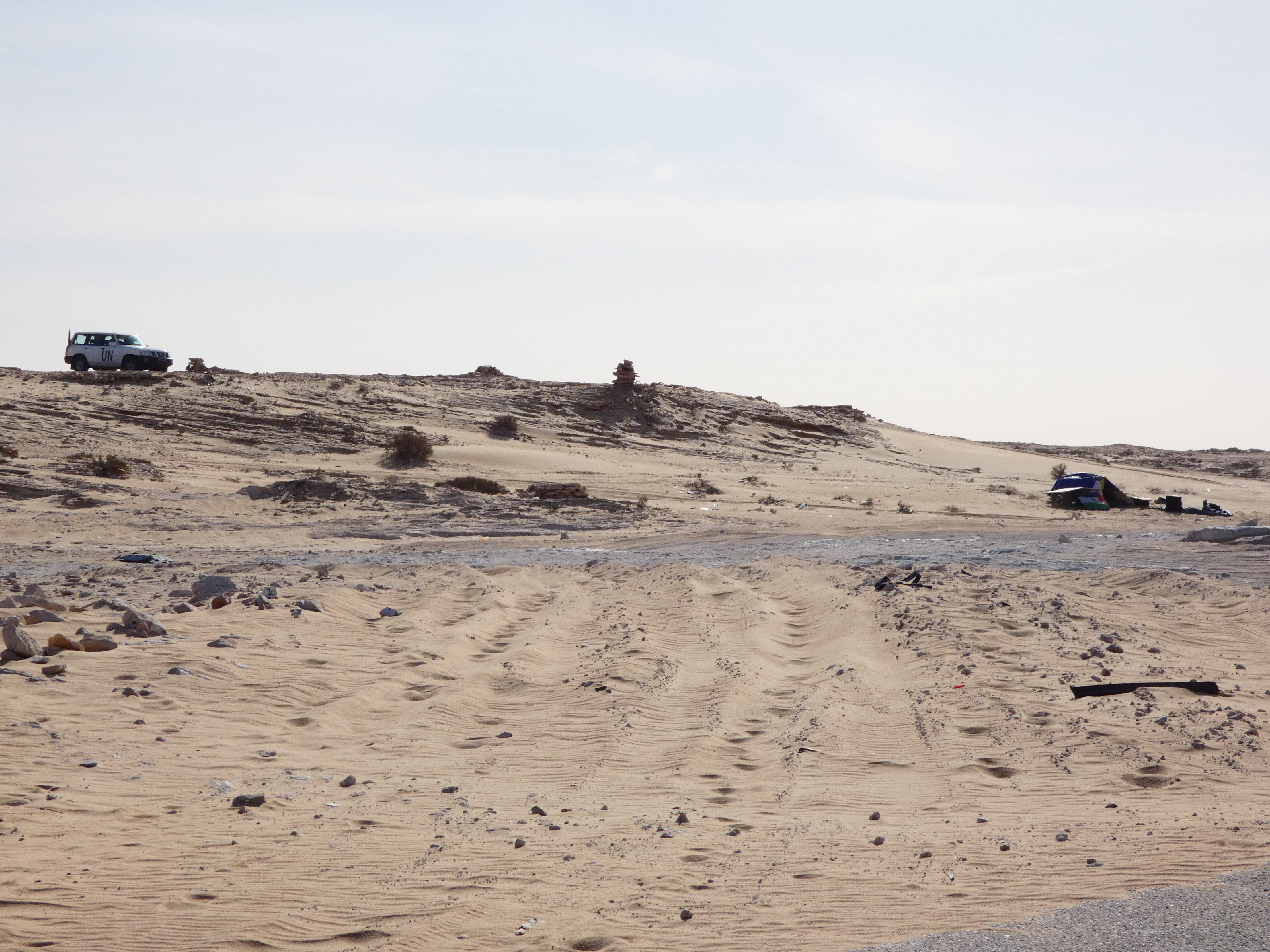
Rechts ein Posten der Frente Polisario, links dahinter ein Fahrzeug der UNO-Mission Mission des Nations Unies pour l’organisation d’un référendum au Sahara occidental (MINURSO); 2017 im Süden der Westsahara nahe der Grenze zu Mauretanien

Nach einem Bericht der U.S. Committee for Refugees and Immigrants flüchteten bis 2005 rund 100.000 Einwohner der West-Sahara vor den Kämpfen in die Gegend von Tindūf (Tindouf) im Südwesten Algeriens. Dort leben sie in Flüchtlingscamps, deren Bevölkerungszahl in den letzten 30 Jahren bis zu 155.000 Menschen (Stand 2006) betrug.
Das provisorische Hauptquartier der Polisario-Regierung der Demokratischen Arabischen Republik Sahara liegt in Tindūf.
Seit 9. Juli 2016 ist Brahim Ghali Generalsekretär der Polisario und Präsident der DARS.
Im Herbst 2020 kam es nach einem marokkanischen Manöver gegen die Frente zu Auseinandersetzungen. Der Polisario-Generalsekretär Brahim Ghali wandte sich daraufhin in einem Brief an die Vereinten Nationen. Durch dessen jüngste Manöver untergrabe Marokko nicht nur den Waffenstillstand und damit verbundene militärische Übereinkünfte, sondern auch alle Chancen, eine friedliche und dauerhafte Lösung des Dekolonisierungsprozesses der Westsahara zu erreichen. Marokko warf der Frente Polisario vor, den Grenzübergang Guerguerat bewusst zu blockieren. Die marokkanische Operation diene dazu, die Mobilität am Grenzübergang zu gewährleisten. Marokko erklärte, seine Militäraktion werde durchgeführt, „nachdem alle Chancen für eine diplomatische Lösung durch die guten Dienste der Vereinten Nationen ausgeschöpft wurden“.